# Цимбал Богдан Віталійович
Богдан Віталійович Цимбал (нар. 9 серпня 1997, Суми, Сумська область, Україна) — український біатлоніст, бронзовий призер чемпіонату Європи, учасник етапів кубка світу з біатлону.

## Виступи на Олімпійських іграх
| Ігри       | Інд. гонка | Спринт | Персьют | Масстарт | Естафета | Змішана естафета |
| ---------- | ---------- | ------ | ------- | -------- | -------- | ---------------- |
| Пекін 2022 | 55         | 66     | —       | —        | 9        | —                |

## Виступи на чемпіонатах Європи
| Рік  | Місце проведення       | Інд | Спр | ССпр | Пр | Ест | ЗЕ | ОЗЕ |
| 2021 | Душники-Здруй, Польща  | 18  | 29  | —    | 17 | —   | 3  | —   |
| 2023 | Ленцергайде, Швейцарія | 19  | 17  | —    | —  | —   | —  | —   |

## Виступи на Чемпіонатах світу
| Рік  | Місце проведення          | Інд | Спр | Пр | МС | Ест | ЗЕ |
| ---- | ------------------------- | --- | --- | -- | -- | --- | -- |
| 2020 | Разун-Антерсельва, Італія | —   | 60  | —  | —  | —   | —  |
| 2021 | Поклюка, Словенія         | —   | 30  | 18 | —  | 5   | —  |

## Виступи на Кубках світу
| 2022–2023 | Контіолахті | Контіолахті | Контіолахті | Контіолахті | Гохфільцен | Гохфільцен | Гохфільцен | Аннесі-Ле-Гран-Борнан | Аннесі-Ле-Гран-Борнан | Аннесі-Ле-Гран-Борнан | Поклюка | Поклюка | Поклюка | Поклюка | Рупольдінг | Рупольдінг | Рупольдінг | Антерсельва | Антерсельва | Антерсельва | ЧС Обергоф | ЧС Обергоф | ЧС Обергоф | ЧС Обергоф | ЧС Обергоф | ЧС Обергоф | ЧС Обергоф | Нове Место | Нове Место | Нове Место | Нове Место | Естерсунд | Естерсунд | Естерсунд | Осло | Осло | Осло | Підсумки | Підсумки |
| 2022–2023 | Інд         | Ест         | Спр         | Пр          | Спр        | Ест        | Пр         | Спр                   | Пр                    | МС                    | Спр     | Пр      | ЗМ      | ОЗМ     | Інд        | МС         | Ест        | Спр         | Пр          | Ест         | Ест        | Спр        | Пр         | Спр        | Пр         | ЗМ         | ОЗМ        | Спр        | Пр         | ЗМ         | ОЗМ        | Інд       | МС        | Ест       | Спр  | Пр   | МС   | Очок     | Місце    |
| 2022–2023 | 31          | 9           | 36          | 34          | 84         | 12         | —          | 44                    | 35                    | —                     | 59      | 57      | 11      | —       | 34         | —          | 6          | —           | —           | 8           | —          | —          | —          | —          | —          | —          | —          | —          | —          | —          | —          | —         | —         | —         | —    | —    | —    | 35       | 53       |